# 小川 (あきる野市)
小川（おがわ）は、東京都あきる野市の町名。住居表示未実施区域。

## 地理
あきる野市の東部、多摩川と秋川の合流点の北西部に位置し、両河川を境に、東は福生市、南は八王子市と接している。東南端部では僅かに昭島市に接していない。東秋留地区に属する。東で福生市南田園、西で野辺、南で八王子市高月町、北で二宮と隣接する。

### 河川
- 多摩川
- 秋川

## 歴史
- 1889年（明治22年）4月1日 - 町村制施行により、雨間村・野辺村・小川村・二宮村・平沢村の村域を以って東秋留村が発足。
- 1955年（昭和30年）4月1日 - 東秋留村・西秋留村・多西村が合併し秋多町が発足。
- 1972年（昭和47年）5月5日 - 秋多町が単独市制施行・改称し秋川市が発足。
- 1995年（平成7年）9月1日 - 秋川市・五日市町が合併し、あきる野市が発足。

## 世帯数と人口
2025年（令和7年）6月30日現在（あきる野市発表）の世帯数と人口は以下の通りである。
- 世帯数 : 1,071世帯
- 人口 : 2,271人

### 人口の変遷
国勢調査による人口の推移。
| 年                 | 人口  |
| ------------------ | ----- |
| 1995年（平成7年）  | 2,056 |
| 2000年（平成12年） | 2,157 |
| 2005年（平成17年） | 2,246 |
| 2010年（平成22年） | 2,405 |
| 2015年（平成27年） | 2,401 |
| 2020年（令和2年）  | 2,417 |

### 世帯数の変遷
国勢調査による世帯数の推移。
| 年                 | 世帯数 |
| ------------------ | ------ |
| 1995年（平成7年）  | 633    |
| 2000年（平成12年） | 722    |
| 2005年（平成17年） | 821    |
| 2010年（平成22年） | 901    |
| 2015年（平成27年） | 939    |
| 2020年（令和2年）  | 1,003  |

## 学区
市立小・中学校に通う場合、学区は以下の通りとなる（2025年4月時点）。
- 区域 : 番地によってそれぞれ異なる。
  - 小学校 : あきる野市立屋城小学校、あきる野市立前田小学校
  - 中学校 : あきる野市立東中学校

## 交通

### 鉄道
- 五日市線が町内を通るが、駅は設置されていない。最寄り駅は東秋留駅。

### バス
- 小川停留所からは西東京バスによって、拝島駅・杏林大学八王子キャンパス・福生駅・深夜帯に武蔵五日市駅へ向かうバスが運行されている。[13]

### 道路
- 東京都道7号杉並あきる野線
- 東京都道166号瑞穂あきる野八王子線

## 事業所
2021年（令和3年）現在の経済センサス調査による事業所数と従業員数は以下の通りである。
- 事業所数 : 38事業所
- 従業員数 : 262人

### 事業者数の変遷
経済センサスによる事業所数の推移。
| 年                 | 事業者数 |
| ------------------ | -------- |
| 2016年（平成28年） | 43       |
| 2021年（令和3年）  | 38       |

### 従業員数の変遷
経済センサスによる従業員数の推移。
| 年                 | 従業員数 |
| ------------------ | -------- |
| 2016年（平成28年） | 325      |
| 2021年（令和3年）  | 262      |

## 施設

### 商業
- セブンイレブンあきる野小川店
- セブンイレブンあきる野二宮店
- ドラッグストアバイゴー小川店
- イエローハット秋川店
- ほっともっとあきる野小川店
- しゃぶ葉秋川小川店

### 寺社
- 熊野神社[注釈 1]
- 宝清寺 - 日蓮宗の寺院。山号は水谷山。創立は元和年間。
- 慈眼寺 - 臨済宗南禅寺派の寺院。山号は久保山。新編武蔵風土記稿に記述が残る[16]。

## その他

### 日本郵便
- 郵便番号 : 197-0821[3]（集配局 : あきる野郵便局[17]）。